# Pallanuoto ai Giochi della XXXI Olimpiade - Torneo preolimpico mondiale femminile
Il torneo preolimpico mondiale femminile di pallanuoto 2016 si è tenuto a Gouda, nei Paesi Bassi, dal 21 al 28 marzo 2016 e ha qualificato 4 squadre (Stati Uniti, Italia, Russia e Spagna)  ai Giochi della XXXI Olimpiade di Rio de Janeiro.

## Squadre partecipanti
Parteciperanno al torneo 12 squadre non ancora qualificate al torneo olimpico tramite altri tornei
| Continente    | Qualificazione                                       |
| Europa        |                                                      |
| ------------- | ---------------------------------------------------- |
| Paesi Bassi   | Nazione ospitante e 2ª classificata all'Europeo 2016 |
| Italia        | 3ª classificata all'Europeo 2016                     |
| Spagna        | 4ª classificata all'Europeo 2016                     |
| Grecia        | 5ª classificata all'Europeo 2016                     |
| Russia        | 6ª classificata all'Europeo 2016                     |
| Francia       | 7ª classificata all'Europeo 2016                     |
| Germania      | 8ª classificata all'Europeo 2016                     |
| Americhe      |                                                      |
| Stati Uniti   | 1ª classificata ai Giochi panamericani 2015          |
| Canada        | 2ª classificata ai Giochi panamericani 2015          |
| Asia          |                                                      |
| Giappone      | 2ª classificata al torneo asiatico                   |
| Africa        |                                                      |
| Sudafrica     |                                                      |
| Oceania       |                                                      |
| Nuova Zelanda |                                                      |

## Sorteggio
Il sorteggio dei gruppi si è tenuto il 23 gennaio 2016 a Belgrado.

### Gruppi
| Gruppo A                                            | Gruppo B                                                 |
| --------------------------------------------------- | -------------------------------------------------------- |
| Giappone Spagna Sudafrica Canada Grecia Stati Uniti | Francia Italia Nuova Zelanda Russia Germania Paesi Bassi |

## Fase preliminare

### Gruppo A
| Pos. | Squadra     | Pt | G | V | N | P | GF | GS | DR  |
| ---- | ----------- | -- | - | - | - | - | -- | -- | --- |
| 1.   | Stati Uniti | 10 | 5 | 5 | 0 | 0 | 80 | 22 | +58 |
| 2.   | Grecia      | 8  | 5 | 4 | 0 | 1 | 60 | 40 | +20 |
| 3.   | Spagna      | 6  | 5 | 3 | 0 | 2 | 72 | 36 | +36 |
| 4.   | Canada      | 4  | 5 | 2 | 0 | 3 | 49 | 44 | +5  |
| 5.   | Giappone    | 2  | 5 | 1 | 0 | 4 | 37 | 74 | -37 |
| 6.   | Sudafrica   | 0  | 5 | 0 | 0 | 5 | 13 | 95 | -82 |

| Data     | Ora   | Gara        | Gara    | Gara        |
| -------- | ----- | ----------- | ------- | ----------- |
| 21-03-16 | 12:40 | Giappone    | 1 - 18  | Stati Uniti |
| 21-03-16 | 14:00 | Sudafrica   | 2 - 17  | Canada      |
| 21-03-16 | 15:20 | Spagna      | 11 - 14 | Grecia      |
| 22-03-16 | 15:20 | Stati Uniti | 14 - 7  | Canada      |
| 22-03-16 | 16:40 | Grecia      | 16 - 2  | Sudafrica   |
| 22-03-16 | 20:00 | Giappone    | 6 - 23  | Spagna      |
| 23-03-16 | 12:40 | Canada      | 4 - 11  | Grecia      |
| 23-03-16 | 14:00 | Spagna      | 6 - 8   | Stati Uniti |
| 23-03-16 | 15:20 | Sudafrica   | 6 - 15  | Giappone    |
| 24-03-16 | 15:20 | Stati Uniti | 15 - 7  | Grecia      |
| 24-03-16 | 16:40 | Giappone    | 7 - 15  | Canada      |
| 24-03-16 | 20:00 | Spagna      | 22 - 2  | Sudafrica   |
| 25-03-16 | 12:40 | Sudafrica   | 1 - 25  | Stati Uniti |
| 25-03-16 | 14:00 | Canada      | 6 - 10  | Spagna      |
| 25-03-16 | 15:20 | Giappone    | 8 - 12  | Grecia      |

### Gruppo B
| Pos. | Squadra       | Pt | G | V | N | P | GF | GS | DR  |
| ---- | ------------- | -- | - | - | - | - | -- | -- | --- |
| 1.   | Italia        | 9  | 5 | 4 | 1 | 0 | 56 | 18 | +38 |
| 2.   | Paesi Bassi   | 8  | 5 | 3 | 2 | 0 | 55 | 30 | +25 |
| 3.   | Russia        | 7  | 5 | 3 | 1 | 1 | 53 | 22 | +31 |
| 4.   | Francia       | 4  | 5 | 2 | 0 | 3 | 29 | 52 | -23 |
| 5.   | Germania      | 2  | 5 | 1 | 0 | 4 | 23 | 64 | -41 |
| 6.   | Nuova Zelanda | 0  | 5 | 0 | 0 | 5 | 25 | 55 | -30 |

| Data     | Ora   | Gara          | Gara   | Gara          |
| -------- | ----- | ------------- | ------ | ------------- |
| 21-03-16 | 18:30 | Francia       | 5 - 14 | Paesi Bassi   |
| 21-03-16 | 16:40 | Nuova Zelanda | 2 - 15 | Russia        |
| 21-03-16 | 20:00 | Italia        | 16 - 3 | Germania      |
| 22-03-16 | 18:30 | Paesi Bassi   | 8 - 8  | Russia        |
| 22-03-16 | 12:40 | Germania      | 8 - 5  | Nuova Zelanda |
| 22-03-16 | 14:00 | Francia       | 2 - 14 | Italia        |
| 23-03-16 | 16:40 | Russia        | 18 - 4 | Germania      |
| 23-03-16 | 18:30 | Italia        | 8 - 8  | Paesi Bassi   |
| 23-03-16 | 20:00 | Nuova Zelanda | 9 - 11 | Francia       |
| 24-03-16 | 18:30 | Paesi Bassi   | 16 - 3 | Germania      |
| 24-03-16 | 12:40 | Francia       | 2 - 10 | Russia        |
| 24-03-16 | 14:00 | Italia        | 12 - 3 | Nuova Zelanda |
| 25-03-16 | 18:30 | Nuova Zelanda | 6 - 9  | Paesi Bassi   |
| 25-03-16 | 16:40 | Russia        | 2 - 6  | Italia        |
| 25-03-16 | 20:00 | Francia       | 9 - 5  | Germania      |

## Fase finale

### Tabellone principale
|  | Quarti di finale      | Quarti di finale      |                       |        | Semifinali                | Semifinali                |  |  | Finale                | Finale |
|  |                       |                       |                       |        |                           |                           |  |  |                       |        |
|  | 26 marzo 2016 - 12:00 |                       |                       |        |                           |                           |  |  |                       |        |
|  |                       |                       |                       |        |                           |                           |  |  |                       |        |
|  | A1 Stati Uniti        | 19                    |                       |        |                           |                           |  |  |                       |        |
|  | A1 Stati Uniti        | 19                    | 27 marzo 2016 - 16:00 |        |                           |                           |  |  |                       |        |
|  | B4 Francia            | 0                     |                       |        |                           |                           |  |  |                       |        |
|  | B4 Francia            | 0                     | Stati Uniti           | 13     |                           |                           |  |  |                       |        |
|  | 26 marzo 2016 - 16:00 |                       | Stati Uniti           | 13     |                           |                           |  |  |                       |        |
|  |                       | Spagna                | 7                     |        |                           |                           |  |  |                       |        |
|  | A3 Spagna             | Spagna                | 7                     | 10     |                           |                           |  |  |                       |        |
|  | A3 Spagna             |                       | 28 marzo 2016 - 17:45 | 10     |                           |                           |  |  |                       |        |
|  | B2 Paesi Bassi        | 7                     |                       |        |                           |                           |  |  |                       |        |
|  | B2 Paesi Bassi        | 7                     | Stati Uniti           | 11     |                           |                           |  |  |                       |        |
|  | 26 marzo 2016 - 13:45 |                       | Stati Uniti           | 11     |                           |                           |  |  |                       |        |
|  |                       | Italia                | 6                     |        |                           |                           |  |  |                       |        |
|  | A2 Grecia             | Italia                | 6                     | 12     |                           |                           |  |  |                       |        |
|  | A2 Grecia             | 27 marzo 2016 - 17:45 |                       | 12     |                           |                           |  |  |                       |        |
|  | B3 Russia (rig.)      | 13                    |                       |        |                           |                           |  |  |                       |        |
|  | B3 Russia (rig.)      | 13                    | Russia                | 7      | Finale per il terzo posto | Finale per il terzo posto |  |  |                       |        |
|  | 26 marzo 2016 - 17:45 |                       | Russia                | 7      | Finale per il terzo posto | Finale per il terzo posto |  |  |                       |        |
|  |                       | Italia                | 9                     |        |                           |                           |  |  |                       |        |
|  | A4 Canada             | Italia                | 9                     | 7      | Spagna                    | 4                         |  |  |                       |        |
|  | A4 Canada             |                       |                       | 7      | Spagna                    | 4                         |  |  |                       |        |
|  | B1 Italia             | 8                     |                       | Russia | 10                        |                           |  |  |                       |        |
|  | B1 Italia             | 8                     |                       |        | 10                        |                           |  |  |                       |        |
|  |                       |                       |                       |        |                           |                           |  |  | 28 marzo 2016 - 16:00 |        |
|  |                       |                       |                       |        |                           |                           |  |  |                       |        |

### Tabellone 5º-8º posto
|  | 5º-8º posto | 5º-8º posto | 5º-8º posto |        |             | Incontro per il quinto posto  | Incontro per il quinto posto  | Incontro per il quinto posto  |  |
|  |             |             |             |        |             |                               |                               |                               |  |
|  | Francia     | Francia     | 1           |        |             |                               |                               |                               |  |
|  | Francia     | Francia     | 1           |        |             |                               |                               |                               |  |
|  | Paesi Bassi | Paesi Bassi | 16          |        |             |                               |                               |                               |  |
|  | Paesi Bassi | Paesi Bassi | 16          |        | Paesi Bassi | Paesi Bassi                   | 9                             |                               |  |
|  |             |             |             |        | Paesi Bassi | Paesi Bassi                   | 9                             |                               |  |
|  |             |             | Grecia      | Grecia | 7           |                               |                               |                               |  |
|  | Grecia      | Grecia      | Grecia      | Grecia | 7           | 12                            |                               |                               |  |
|  | Grecia      | Grecia      |             |        |             | 12                            |                               |                               |  |
|  | Canada      | Canada      | 10          |        |             | Incontro per il settimo posto | Incontro per il settimo posto | Incontro per il settimo posto |  |
|  | Canada      | Canada      | 10          |        |             |                               |                               |                               |  |
|  |             |             |             |        |             |                               |                               |                               |  |
|  |             |             |             |        |             | Francia                       | Francia                       | 6                             |  |
|  |             |             |             |        |             | Francia                       | Francia                       | 6                             |  |
|  |             |             |             |        |             | Canada                        | Canada                        | 11                            |  |

## Classifica finale
| Pos. | Squadra       | Qualificazione              |
| ---- | ------------- | --------------------------- |
| 1    | Stati Uniti   | Giochi della XXXI Olimpiade |
| 2    | Italia        | Giochi della XXXI Olimpiade |
| 3    | Russia        | Giochi della XXXI Olimpiade |
| 4    | Spagna        | Giochi della XXXI Olimpiade |
| 5    | Paesi Bassi   |                             |
| 6    | Grecia        |                             |
| 7    | Canada        |                             |
| 8    | Francia       |                             |
| 9    | Giappone      |                             |
| 10   | Germania      |                             |
| 11   | Nuova Zelanda |                             |
| 12   | Sudafrica     |                             |